# F1 Race
F-1 Race é um jogo de corrida da Nintendo lançado para o Famicom em 1984 e para o Game Boy em 1990. A versão Famicom foi lançada apenas no Japão, enquanto que a versão do Game Boy entrou na Europa e América do Norte.
O jogo apresenta uma corrida em um carro de Fórmula Um em pistas de corrida em dez grandes cidades ao redor do mundo. Na versão Family Computer, os carros vêm em três cores: vermelho, laranja claro e azul escuro.
Terminando em primeiro, segundo ou terceiro resulta em um lugar no pódio, os jogadores devem vencer em cada pista para avançar para a próxima. Os veículos no jogo possuem duas velocidades de transmissão manual genérica que regula a sua velocidade (com uma configuração "LOW" e uma configuração "HI"). Há dez pistas de corrida; o jogo se repete após a conclusão do décimo circuito. Um prazo estrito obriga os jogadores a terminar as corridas sem erros, a fim de progredir para uma pista de corrida mais complicada.

## Recepção
A GamesRadar classificou-o como o 49ª melhor jogo disponível no Game Boy e/ou Game Boy Color. A equipe denominou-o de "jogo de corrida de primeira classe" e elogiou o seu grande apelo para os fãs de corridas.